# 安达市
安达市是黑龙江省绥化市下辖的一个县级市，与大庆市毗邻。安达各民族居民通用语言为汉语，属黑龙江省次方言，北方方言规范，接近普通话。面积3586平方公里，市人民政府驻安达镇。
安达市是全国著名的奶牛之乡和肉牛基地。草原面积272万亩，与澳大利亚的墨尔本、美国的德克萨斯州同属于世界三大优质草场，以培育了中国黑白花奶牛而闻名遐迩。年产优质牧草2亿公斤，植被构成以驰名中外的羊草为主，是亚洲东部特有的建群植物种，素有"世界明珠"之称，富含奶牛所需的20多种微量元素，其粗蛋白含量比国内外同类型牧草高出2和3个百分点，大量出口日本、南韩等国。安达火车站建有黑龙江省第一个粮食外运战略装车点。

## 地理

### 位置
地处黑龙江省西南部松嫩平原腹地，位于东经124度53分-125度55分，北纬46度01分-47度01分之间。南距哈尔滨120公里，北至“鹤城”齐齐哈尔160公里，与石油名城大庆毗邻接壤，周围与青冈、兰西、肇东、肇州、林甸5个县市为邻，位于哈大齐经济带上的黄金地段，是哈大齐工业走廊上的节点城市。

### 地貌
地貌类型属松花江、嫩江冲积一级阶地。全市地势平坦开阔，由东北向西南逐渐低下，海拔由212米降至134米，相对高差78米，地面坡度1/600-1/300。苗家围子、十八里、扬青屯、高子和屯到三井子一线，为两个地貌单元的分界线。以东属小兴安岭山前冲积、洪积倾斜高平原区，海拔180－210米；以西属乌裕尔河、双阳河冲积泛滥低平原区，海拔130－180米。高原区属剥蚀堆积地形，低平原区属堆积地形。东部低平原区泡沼较多，为浅洼地。

### 气候
地处中纬度北温带亚欧大陆季风气候区内，属于温带大陆性半湿润季风气候。主要特征是：冬季寒冷、干燥，时间长达200天以上；夏季雨热同期，时间短，约120天。年降雨量少，蒸发量大，比值为1：3.7，气候干旱，受季风环流和狭管效应影响；春秋季风大，频率高。

#### 气温
年平均气温为3.2℃。年际间气温差异不大。受地理位置和地形的影响，境内西南部气温略高。年内1月气温最低，平均-19.9℃，最低-25.4℃；7月气温最高，平均22.8℃,最低17.9℃。近百年来，安达地区气温逐渐升高。相距50年，平均气温上升0.8℃ 平均最高气温上升0.6℃ ,平均最低气温上升1.1℃。

#### 日照
年平均日照时数为2659小时，年辐射量125.77千卡/平方厘米。年内5-9月日照时数1245.6小时，占全年的46.85%，光能资源比较充足，适宜农作物生长。

#### 降水
受季风影响，平均雨量各季节不均。历年平均降雨量为419.7毫米，年内各月降水量分配不均，降水量集中在6-9月，降水量区域分布不均，东北地区降水较多，在430毫米以上；西南地区偏少，低于400毫米。

#### 风向
风向比较稳定。受季风环流和狭管效应影响，全年风向季节性变化明显。冬季多西北风，夏季多西南风，春秋两季西北和西南风交替出现，是黑龙江省多风地带。年风速3.2-5.2米/秒，平均风速为3.9米/秒。年内1月、8月风速最小，平均为3.2米/秒；3月-5月、10月风速较大，平均为4.65米/秒。

#### 数据
| 安达市气象数据（1981年至2010年）                      | 安达市气象数据（1981年至2010年） | 安达市气象数据（1981年至2010年） | 安达市气象数据（1981年至2010年） | 安达市气象数据（1981年至2010年） | 安达市气象数据（1981年至2010年） | 安达市气象数据（1981年至2010年） | 安达市气象数据（1981年至2010年） | 安达市气象数据（1981年至2010年） | 安达市气象数据（1981年至2010年） | 安达市气象数据（1981年至2010年） | 安达市气象数据（1981年至2010年） | 安达市气象数据（1981年至2010年） | 安达市气象数据（1981年至2010年） |
| 月份                                                  | 1月                              | 2月                              | 3月                              | 4月                              | 5月                              | 6月                              | 7月                              | 8月                              | 9月                              | 10月                             | 11月                             | 12月                             | 全年                             |
| ----------------------------------------------------- | -------------------------------- | -------------------------------- | -------------------------------- | -------------------------------- | -------------------------------- | -------------------------------- | -------------------------------- | -------------------------------- | -------------------------------- | -------------------------------- | -------------------------------- | -------------------------------- | -------------------------------- |
| 历史最高温 °C（°F）                                   | 1.6 (34.9)                       | 11.4 (52.5)                      | 21.7 (71.1)                      | 31.4 (88.5)                      | 35.5 (95.9)                      | 38.7 (101.7)                     | 38.2 (100.8)                     | 36.9 (98.4)                      | 33.5 (92.3)                      | 27.0 (80.6)                      | 16.6 (61.9)                      | 6.6 (43.9)                       | 38.7 (101.7)                     |
| 平均高温 °C（°F）                                     | −12.3 (9.9)                      | −6.3 (20.7)                      | 2.7 (36.9)                       | 13.6 (56.5)                      | 21.4 (70.5)                      | 26.6 (79.9)                      | 28.0 (82.4)                      | 26.6 (79.9)                      | 21.0 (69.8)                      | 11.8 (53.2)                      | −0.8 (30.6)                      | −10.0 (14.0)                     | 10.2 (50.4)                      |
| 日均气温 °C（°F）                                     | −18.7 (−1.7)                     | −13.3 (8.1)                      | −3.8 (25.2)                      | 7.1 (44.8)                       | 15.1 (59.2)                      | 20.9 (69.6)                      | 23.1 (73.6)                      | 21.4 (70.5)                      | 14.8 (58.6)                      | 5.7 (42.3)                       | −6.3 (20.7)                      | −15.7 (3.7)                      | 4.2 (39.6)                       |
| 平均低温 °C（°F）                                     | −23.8 (−10.8)                    | −19.2 (−2.6)                     | −9.9 (14.2)                      | 0.4 (32.7)                       | 8.4 (47.1)                       | 15.0 (59.0)                      | 18.4 (65.1)                      | 16.6 (61.9)                      | 9.1 (48.4)                       | 0.5 (32.9)                       | −10.9 (12.4)                     | −20.4 (−4.7)                     | −1.3 (29.6)                      |
| 历史最低温 °C（°F）                                   | −39.3 (−38.7)                    | −35.9 (−32.6)                    | −29.4 (−20.9)                    | −14.6 (5.7)                      | −6.9 (19.6)                      | 2.4 (36.3)                       | 8.0 (46.4)                       | 4.5 (40.1)                       | −5.2 (22.6)                      | −16.6 (2.1)                      | −28.1 (−18.6)                    | −35.5 (−31.9)                    | −39.3 (−38.7)                    |
| 平均降水量 mm（）                                     | 1.7 (0.07)                       | 1.5 (0.06)                       | 5.7 (0.22)                       | 17.3 (0.68)                      | 31.7 (1.25)                      | 74.7 (2.94)                      | 142.3 (5.60)                     | 97.3 (3.83)                      | 36.5 (1.44)                      | 15.9 (0.63)                      | 5.0 (0.20)                       | 2.9 (0.11)                       | 432.5 (17.03)                    |
| 平均降水天数（≥ 0.1 mm）                              | 2.4                              | 2.9                              | 3.2                              | 4.9                              | 8.5                              | 12.4                             | 14.4                             | 12.1                             | 8.5                              | 5.6                              | 3.7                              | 3.8                              | 82.4                             |
| 平均相對濕度（％）                                    | 69                               | 63                               | 50                               | 47                               | 48                               | 61                               | 75                               | 76                               | 67                               | 59                               | 62                               | 69                               | 62                               |
| 月均日照時數                                          | 182.7                            | 202.8                            | 254.3                            | 251.1                            | 279.8                            | 269.5                            | 254.1                            | 256.3                            | 242.1                            | 220.0                            | 176.6                            | 156.2                            | 2,745.5                          |
| 可照百分比                                            | 66                               | 70                               | 69                               | 62                               | 61                               | 57                               | 53                               | 59                               | 64                               | 65                               | 62                               | 58                               | 62                               |
| 来源：中国气象局（1971–2000年间的降水天数和日照数据） |                                  |                                  |                                  |                                  |                                  |                                  |                                  |                                  |                                  |                                  |                                  |                                  |                                  |

### 水文
属松花江北岸、嫩江东岸的“江北湿地”。境内无自然江河，水不外泄，呈现闭流状态。区内沼泽、湿地相接，泡沼零星分布，呈季节性变化。水资源有地表水和地下水两种。地表水补给源主要是降水，积蓄在自然泡泽中；地下水补给源主要是降水补给形成的潜水和双阳河、乌裕尔河侧向补给的承压水。

### 土壤
土壤处在东亚大陆地带性土壤-黑钙土带内。在形成过程中，受周围自然条件影响，又发育了较大面积的隐域性土壤-盐碱化草甸土、沼泽土和风沙土。全市土壤面积503.57万亩，大体上可分为6类。
1. 黑钙土类。俗称“黑土”，包括碳酸盐草甸黑钙土和粘底草甸黑钙土，面积为10.35万公顷，占全市土壤面积的31.03%，其中耕地169万亩，是安达市主要的农业用地。全市各乡、镇、场均有分布。
2. 草甸土类。主要分布在冲积湖积平原低洼地带，面积为17.22万公顷，占全市土壤面积的51.62%，是地下水和地表水的汇集中心，土壤溶液中所含矿物质养分较丰富。这类土壤由于所处条件的不同，分别发育为碳酸盐草甸土、碳酸盐潜育草甸土、盐化草甸土和碱化草甸土。
3. 沼泽土类。主要分布在平原低洼地区或水泡子周围，与盐渍化土壤组成复区。面积为1.23万公顷，占全市总面积的3.09%。因地势低洼，雨季常有积水，排水不畅，盐分易于聚积；土壤水分过多，通气不良，不适宜耕作。
4. 盐土类。面积2.01万公顷，占全市土壤面积的6.03%，遍布全市各乡、镇、场。盐土类可分为草甸盐土、碱化盐土、沼泽化盐土。
5. 碱土类。面积1.81万公顷，占全市土壤面积的5.43%。广泛分布在平原低洼地带，与盐土、盐化草甸土呈复区分布。
6. 砂土类。砂土属黑钙土型，常见为固定已久的砂丘，面积4133公顷，占全市土壤面积的1.24%。主要分布在几个蓄水泡沼沿岸，土质瘠薄，风蚀严重。

### 地质
地质构造上属松辽盆地的一部分，全境处于长期缓慢下降作用为主的松辽中断陷中央拗陷期东部。1.4亿年以来，这里积累了厚达6000多米的沉积物，从古生界开始，以上覆盖有层次清晰的侏罗纪、白垩纪、第三纪和第四纪岩层。主要地质岩层由新到老可分为：第四纪全新统淤泥质亚粘土及砂砾石，上更新统黄土状亚粘土、淤泥质亚粘土、细粉砂、沙砾石，中下更新统林甸组、荒山组亚粘土夹砂砾石及砂砾石；第三纪渐新统依安排组泥岩、砂质泥岩及砂岩;白垩纪上统明水组泥岩、泥页岩、砂质泥岩、砂岩及砂砾岩。

## 人口
根据(黑龙江省)2020年绥化市第七次全国人口普查主要数据公报显示：全市常住人口357535人。

## 行政区划
安达市下辖3个街道办事处、13个镇、1个乡：
铁西街道、新兴街道、安虹街道、安达镇、任民镇、万宝山镇、昌德镇、升平镇、羊草镇、老虎岗镇、中本镇、太平庄镇、吉兴岗镇、卧里屯镇、火石山镇、古大湖镇、先源乡、安达畜牧场、原种场、红旗泡水库管理所和东湖水库管理站。

## 交通
- 203国道、 301国道过境。

## 物种分布

### 植物
草原辽阔，植物种类繁多。据1981年调查，草原上的野生植物有50科、136属、143种以上。大体可分为2类、5组、10型。
- 草甸草原类　包括草甸土根茎禾草、草甸土根茎杂草、草甸土丛生禾草和草甸土灌丛根茎禾草4组，计9型。主要植物：禾本科有羊草（碱草）、野谷草、贝加尔针茅、佛子茅等；豆科有斜茎黄芪、扁蓿豆、广布野豌豆等；杂类草有兔毛蒿、蓬子菜、地榆、萎陵菜等。
- 草本沼泽类　有沼泽土根茎禾草1组、1型。以湿生、多年生莎草科和禾本科草本植物为主，伴生一部分杂类草及一年生植物。主要有芦苇、香蒲、乌拉草、佛子茅和杂类蒿草等。

上述两类中，均含有中草药材，主要有甘草、防风、茯苓、桔梗、川芎、柴胡等；食用野菜主要有金针菜、小蓟、蒲公英等。

### 动物
安达市境内生存的野生动物主要有4类。
- 兽类　黄羊、狍子、狐狸、貂、獾、黄鼬（黄皮子）、蝙蝠（燕蝙蝠）、狼、野兔、黄鼠（大眼贼）、田鼠、老鼠等。
- 鸟类  留鸟有雉（野鸡）、毛腿鸡、鹌鹑、百灵鸟、云雀（鹗乐）、雪雀、喜鹊、乌鸦（老鸹）、鸽、麻雀（家雀）等；候鸟有燕子、山雀（有红点颜、蓝点颏、红玛料、铬铁背、三道眉、小柳叶）、野鸭、灰雁、鸿雁、鸳鸯等。
- 鱼类　鱼类有鲫鱼、鲤鱼、草鱼（草根）、鳙鱼（胖头）、鲢鱼（白鲢）、湖鱼（柳根池）、红鳍（小白鱼）、罗汉鱼（麦穗）、黑鱼等。
- 其它水生动物有河蚌、河虾等；两栖纲的有青蛙、蟾蜍等，爬行纲有蜥蜴（马蛇子）。
- 昆虫类　益虫主要有蜜蜂、圆蛛（蜘蛛）、蜻蜓、蚯蚓等，害虫有苍蝇、蚊子、蟑螂、绦虫、蛔虫、菜粉蝶（白蝴蝶）、金龟子、蝼蛄（喇喇蛄）、蚱蜢、黏虫、蚜虫等。

## 历史

### 古代
- 据历史文献和境内发现的遗址、文物资料证实，早在6000年前的新石器时代，安达就有人类活动，并以渔猎为业。
- 商至周代，这里属黑龙江地区三大族系之一的濊貊族活动地方。至周穆王时（公元前950年前后），为濊貊族系的北支－北夷索离人的活动区域。
- 秦、汉至晋代，属濊貊族的后裔夫余族人建立的夫余国。战国后期，索离首领之子东明南渡淲水（今松花江），建立夫余国。于汉武帝时（公元前100年前后），进入松嫩平原。东晋安帝时（410年），夫余国被鲜卑族所亡，其部分遗人北渡那河（今松花江），在松嫩平原一带建立豆莫娄（亦称大莫卢、达莫娄、大莫娄）部。
- 南北朝至隋代，属豆莫娄。南北朝时，豆莫娄人继承古夫余文明，又逐渐改变了历来游猎的单一生活方式，开始了亦牧亦耕或狩猎与畜牧相兼的新生活。至隋朝，豆莫娄地域缩小，东部被勿吉所融合，西部受强大的室韦所控。
- 唐代，安达地方正式纳入中国版图，归河北道室韦都督府管辖，活动在这里的民族仍然是达莫娄部。
- 辽代，属东京道秦州管辖。
- 金代，属上京泰州、肇州管辖。
- 元代，属辽阳行省开元路管辖。土地属元太祖孛儿赤斤铁木真的二弟哈布图·哈萨尔领有封地。
- 明代，属奴儿干都指挥司朵颜卫管辖。土地仍属哈布图·哈萨尔后裔的领有地。
- 清代，现辖境大部属內札薩克蒙古哲里木盟杜尔伯特旗，土地属哈布图·哈萨尔十八代世孙色棱之封地；南部属内蒙哲里木盟郭尔罗期后旗；东部属黑龙江将军衙门管辖的区域。
  - 安达的建置至今已有近百年的历史。经历清朝、中华民国、满洲国、中华人民共和国4个不同的社会历史时期。
  - 清光绪三十二年（1906年）正月，在蒙属杜尔伯特旗和黑龙江将军属地交界处设置安达厅。

### 近代
- 中华民国2年（1913年）2月，安达厅改为安达县。
- 满洲國期间沿称安达县。

### 现代
- 中华人民共和国成立后，仍称安达县。
- 1960年5月26日，国务院全体会议第101次会议决定撤销安达县，设立安达市（地级），后改为大庆市。
- 1965年3月27日，国务院全体会议第154次会议决定恢复安达县建制。
- 1984年11月17日，国务院批准撤销安达县，设立安达市（县级）。

## 教育

### 高级中学
- 安达市高级中学
- 安达市第七中学
- 安达市田家炳高级中学（安达市育才中学）

### 初级中学
- 万宝山镇第一中学
- 万宝山镇第二中学
- 安达市第一中学
- 安达市第二中学
- 安达市第三中学
- 安达市第六中学
- 安达市第七中学
- 安达市第八中学

## 城市建设
1. 人均公共绿地：3.67平方米
2. 绿地率：28.50%
3. 绿化覆盖率：30.85%
4. 自来水管线长度: 41公里(D100MM以上)
5. 自来水普及率: 15万人
6. 日供水能力: 目前，该市正在建设引嫩入安工程,2006年年末竣工后将达到日供水能力4万吨
7. 燃气储备能力: 120吨
8. 燃气普及率: 74.86
9. 公交车: 45辆  每万人拥有公交车2.2辆
10. 立交桥: 2座 ；人行天桥:1座
11. 城区道路: 总长度90公里 面积120万平方米
12. 人行路: 52.9万平方米
13. 路灯: 1000盏
14. 城区环卫垃圾车53辆 公厕76座（其中：水冲式18座）；城区清扫保洁人均8400平方米
15. 排水管道长度: 90.7公里
16. 泵站: 94座
17. 排水管道密度: 3.55公里/平方公里

## 资源

### 矿藏
境内石油、天然气、地热、沙石资源比较丰富，已探明石油储量5000多万吨，天然气储量262亿立方米，升平镇境内地热资源丰富，地下水温度达90℃。

### 耕地
安达市是绥化市重要的商品粮产地和东北地区蔬菜生产基地，拥有耕地169万亩，主要种植玉米、小麦、大豆、谷子和薯类、蔬菜等作物。

### 泡泽
市大小泡泽、水库总面积38万亩，野生芦苇面积16.5万亩，年产芦苇1400万公斤。